# Ана Върбанова (физиолог)
 Тази статия е за физиоложката Ана Върбанова.  За певицата вижте Ани Върбанова (певица).  
Ана Върба̀нова Ангелова или Ана Върба̀нова е българска лекарка физиоложка, член-кореспондент на Българска академия на науките, доктор на медицинските науки.

## Биография
Родена е на 25 юли 1922 г. в с. Стрелец. През 1947 г. завършва медицина в София, след това през 1952 г. специализира в Ленинград, 1960 г. – в Берлин, 1967 – 1968 г. – Кълъмбъс. От 1949 до 1952 г. е научен сътрудник в Института по експериментална медицина при БАН. През 1960 г. завежда лаборатория по интерорецепция в Института по физиология при БАН. От 1971 г. е избрана за професор. От 1976 до 1988 г. е директорка на Института за изучаване на мозъка при БАН. Умира на 27 октомври 2001 г.
Съпруга е на историка акад. Николай Тодоров.

## Научна дейност
Работи върху изследването на интерорецепцията, проучва участието на мозъчните функции за контролиране и регулиране на механизмите на адаптация на организма в норма и при екстремни условия.

## Научни трудове
Ана Върбанова е автор на редица научни публикации, сред тях са „Интерорецептивна сигнализация“ (на руски език, 1967) и „Интерорецепция и ритми на нервната система“ (на английски език, 1982).